# ジヒドロブノロールデヒドロゲナーゼ
ジヒドロブノロールデヒドロゲナーゼ（dihydrobunolol dehydrogenase）は、次の化学反応を触媒する酸化還元酵素である。
反応式の通り、この酵素の基質は(+/-)-5-[(tert-ブチルアミノ)-2'-ヒドロキシプロポキシ]-1,2,3,4-テトラヒドロ-1-ナフトールとNADP+、生成物は (+/-)-5-[(tert-ブチルアミノ)-2'-ヒドロキシプロポキシ]-3,4-ジヒドロ-1(2H)-ナフタレノンとNADPHとH+である。
組織名は(+/-)-5-[(tert-butylamino)-2'-hydroxypropoxy]-1,2,3,4-tetrahydro-1-naphthol:NADP+ oxidoreductaseで、別名にbunolol reductaseがある。